# Detective Conan
Detective Conan (яп. 名探偵コナン, Мейтантей Конан, укр. «Детектив Конан») — японська детективна манґа, написана та проілюстрована Ґошьо Аоямою. Починаючи з 19 січня 1994 манґа публікується в журналі Weekly Shōnen Sunday видавництва Shogakukan і була об'єднана у 107 танкобонів (станом на квітень 2025). Для того щоб уникнути можливих проблем з авторськими правами, в англомовних країнах серія вийшла під назвою Case Closed («Діло Закрито»). Сюжет розповідає про пригоди молодого детектива Шін'їчі Кудо, якого змусили прийняти невідомий наркотик, внаслідок чого він перетворився на дитину.
З моменту публікації за мотивами манґи було створено велику кількість інших творів. Трансляцію детективного аніме було розпочато 8 січня 1996 на телеканалах Yomiuri Telecasting Corporation та TMS Entertainment, його випуск триває дотепер. На основі манґи були створені також дві OVA-серії, 17 анімаційних фільмів, 3 дорами та ігровий телесеріал, безліч комп'ютерних ігор та супутніх товарів. Двогодинний фільм Lupin the 3rd vs. Detective Conan, що має схожий сюжет із аніме-серіалом Lupin III, вийшов 27 березня 2009.
У 2003 році компанія Funimation Entertainment ліцензувала аніме-серіал під назвою Case Closed; персонажам цього аніме дали американізовані імена. Прем'єра аніме відбулася на телеканалі Cartoon Network з програмного блоку Adult Swim. Згодом показ серіалу був припинений через низькі рейтинги. Починаючи з березня 2013 року Funimation розпочала цифрове поширення ліцензованих нею серій аніме. Перші шість фільмів вийшли в Північній Америці у форматі DVD. Пізніше компанією Viz Media була ліцензована оригінальна манґа для публікації англійською мовою. У перекладі були збережені назви та імена від Funimation.
В Японії було продали більше 120 млн екземплярів манґи. У 2001 році манга завоювала 46-у премію манґи Shogakukan в категорії сьонен. Аніме позитивно оцінила преса, воно займало місця у двадцятці щорічного гран-прі журналу Animage у період між 1996 та 2001 роками. Згідно з рейтингом аніме на японському телебаченні, серіал Detective Conan часто займав місце в першій шістці. Манґа та аніме отримали позитивні відгуки критиків за сюжетну лінію й детективні справи. Багато фільмів цієї серії були номіновані на нагороду Японської Академії.
Як наголошується в рецензії ANN, головний герой даного твору схожий не стільки на Шерлока Холмса, скільки на Лероя Брауна з серії книг Encyclopedia Brown. Хоча в серії слабкі музика й анімація, це лише збільшує насолоду від процесу розслідування. Анімація має ті ж проблеми, що й оригінальні DVD Євангеліону — камера може трохи трястися між кадрами. Тим не менш, це не на стільки критично, щоб потурбувати звичних до старого аніме людей. Як зазначає рецензент, більшість фанатів цієї серії дивиться Детектива Конана не заради захоплюючої графіки, а заради того що б перевірити свої здібності у вирішенні загадок.

## Сюжет
17-річний Шін'їчі Кудо, який захоплюється детективними історіями про Шерлока Холмса, допомагає поліції у вирішенні справ. Під час розслідування він потрапляє в пастку — члени Чорної організації змушують його проковтнути пігулку APTX 4869, маючи надію вбити його без ознак насильства. Проте в результаті рідкісного побічного ефекту Шін'їчі перетворюється на семирічного хлопчика. Його близький друг, вчений-винахідник професор Аґаса, не може повернути його до попереднього стану. Кудо приховує свою справжню сутність, беручи псевдонім «Едоґава Конан», та починає розслідування справ Чорної організації. Шіхо Міяно, член Чорної організації та винахідник отрути APTX 4869, після смерті сестри намагається залишити синдикат, але потрапляє в полон. Намагаючись покінчити життя самогубством, вона ковтає пігулку й так само як і Кудо, перетворюється на дитину. Їй вдається втекти, а пізніше вона поступає до тієї самої школи, де навчається Конан. Конан допомагає агенту ЦРУ Хідемі Хондо на прізвисько Кір (яп. キール, Кі:ру), яка працює в Чорній організації під прикриттям.